# Nagytikvány község
Nagytikvány község (románul: Comuna Ticvaniu Mare) község Krassó-Szörény megyében, Romániában. Központja Nagytikvány, beosztott falvai Kernyécsa, Kistikvány, Krassószékás.

## Népessége
A 2011-es népszámlálás adatai alapján a község népessége 1984 fő volt.